# 納坦尼爾·洛爾
大衛·納坦尼爾·小洛爾二世（英語：David Nathaniel Lowe Jr.，/loʊ/ LOH，1995年7月7日—），為美國職棒大聯盟的一壘手，目前效力於波士頓紅襪。他先前曾效力於光芒和遊騎兵及國民隊。

## 職業生涯

### 坦帕灣光芒
2016年美國職棒大聯盟選秀，洛爾在第13輪390順位被光芒選走。他先從短期1A開季，並敲出4轟與40分打點。隔年他升上高階1A，打擊率為2成74，並敲出7轟與59分打點。
2018年球季中，洛爾升上2A，並入選未來之星明星賽。同年底，洛爾升上3A，繳出3成30的打擊率，並敲出27轟與102分打點。
2019年4月29日，洛爾登上大聯盟。他在7月5日敲出大聯盟首轟，7月13日達成生涯首次單場雙響砲。2020年，他整季繳出2成24的打擊率，並敲出4轟與11分打點。

### 德州遊騎兵
2020年12月10日，光芒將洛爾、Jake Guenther和Carl Chester交易到遊騎兵，換來Heriberto Hernandez、Osleivis Basabe和Alexander Ovalles。2021年，洛爾繳出2成64的打擊率，並敲出18轟與72分打點。
2022年6月15日，太空人投手群上演史上唯一一次的單場兩次完美一局，而洛爾也是唯一一位在這兩次完美一局都被三振的選手。整季他的打擊率為3成02，並敲出27轟與76分打點。同年他拿下生涯首座銀棒獎。
2023年1月13日，洛爾與遊騎兵簽下1年405萬美元的合約。整季他出賽161場比賽，繳出2成62的打擊率，並敲出17轟與82分打點。這年遊騎兵拿下隊史首冠，而洛爾也拿下生涯首座金手套獎。

### 華盛頓國民
2024年12月22日，遊騎兵隊將他交易到國民隊，換到左投Robert Garcia。

## 個人生活
洛爾的弟弟喬許也是一名大聯盟球員，目前效力於坦帕灣光芒。他們的父親大衛曾在1986年大聯盟選秀被水手隊選走，不過他後來選擇加入空軍服役，而沒有在職棒打球。
在2021年之前，洛爾的登錄名是奈特(Nate)，後來改回原名納坦尼爾(Nathaniel)。

## 外部連結
- 球員資訊和成績在MLB ，ESPN ，Retrosheet ，Baseball Reference ，Baseball Reference (Minors) ，Fangraphs ，The Baseball Cube （英文）